# LSND
LSND (Liquid Scintillator Neutrino Detector, engl. für „Flüssig-Szintillator-Neutrino-Detektor“) war ein physikalisches Experiment am Los Alamos National Laboratory. Es diente zur Untersuchung von Neutrinooszillationen und lief von 1993 bis 1998. Das Ergebnis wurde als Hinweis auf bisher unbekannte sterile Neutrinos außerhalb des Standardmodells der Teilchenphysik interpretiert, war jedoch von Anfang an stark umstritten.

## Das Experiment
LSND war an den 800-MeV-Linearbeschleuniger der LAMPF (Los Alamos Meson Physics Facility, engl. für „Los-Alamos-Mesonen-Physik-Anlage“) angeschlossen. Die Protonen des Strahls trafen auf ein Wasser-Target. Bei der Kollision entstanden Pionen, die noch im Target zur Ruhe kamen und in Myonen und Neutrinos zerfielen, wobei die Myonen unter Aussendung weiterer Neutrinos ebenfalls zerfielen. Durch eine Reste anderer Teilchen aufhaltende Abschirmung erreichten die Neutrinos den Detektor. Dieser war ein 8,3 m langer und 5,7 m durchmessender Zylinder mit einer Füllung von 167 t Mineralöl. Hier konnten die Neutrinos mit Protonen, Elektronen und Atomkernen reagieren. Entstehendes Szintillations- und Tscherenkow-Licht wurde von Photomultipliern detektiert. Der Detektor war 30 m vom Target entfernt, was für Oszillationsexperimente eine sehr geringe Wegstrecke darstellt.

## Ergebnis
Durch die Reaktionen im Target sollte der Neutrinostrahl hauptsächlich aus Myon-Antineutrinos bestehen und einen Elektron-Antineutrino-Anteil von höchstens {\displaystyle 10^{-4}} haben. Um eine Neutrinooszillation zu beobachten, wurde nun nach erhöhten Ereigniszahlen für Reaktionen, die nur mit Elektron-Antineutrinos möglich waren, gesucht. Tatsächlich kam die LSND-Kollaboration zu dem Ergebnis, einen signifikant erhöhten Anteil solcher Ereignisse gemessen zu haben. Die Beobachtung einer Neutrinooszillation auf einer derart kurzen Flugstrecke lässt sich im Rahmen der üblichen Oszillationstheorien und anderer Experimente jedoch nicht erklären, weshalb sogenannte sterile Neutrinos, eine vierte Neutrinosorte ohne schwache Ladung und leptonischen Partner, als einfachste Erklärung postuliert wurden.

## Kontroverse und Kontrollexperimente
Aufgrund der im Widerspruch zu anderen Experimenten und der gängigen Theorie stehenden Ergebnisse wurde oft vermutet, die LSND-Ergebnisse wären statistisch insignifikant, falsch ausgewertet oder nur Messfehler. Das KARMEN-Experiment von 1999 bis 2001 konnte die Ergebnisse nicht bestätigen, jedoch aufgrund nicht deckungsgleicher Parameter auch nicht sicher ausschließen. Dies gelang schließlich 2007 mit MiniBooNE, dessen erste Veröffentlichungen KARMEN bestätigten und die LSND-Erklärung mittels sterilen Neutrinos ausschlossen. Für die LSND-Resultate müssen nun also entweder alternative Erklärungen gefunden oder experimentelle Fehler angenommen werden.